# 下大利
下大利（しもおおり）は、福岡県大野城市にある地名。下大利一丁目から五丁目までが設置されている。郵便番号は816-0952。2024年（令和6年）1月末日現在の人口は6,751人。

## 概要
大野城市の中東部に位置し、北側は中央、東側は東大利・下大利団地、南側は太宰府市、南西側は旭ケ丘、西側は上大利と接する。

## 歴史
1889年（明治22年）の町村制施行により御笠郡大野村が成立。1896年（明治29年）4月1日の郡制施行により御笠郡は席田郡・那珂郡とともに筑紫郡となったため筑紫郡大野村となる。1950年（昭和25年）10月1日に大野村は町制施行し大野町となる。1972年（昭和47年）4月1日に大野町は市制施行及び改称し大野城市となる。

### 町域の変遷
| 町名町界整理実施後     | 実施年月日         | 住居表示実施前   |
| ---------------------- | ------------------ | ---------------- |
| 下大利一丁目から五丁目 | 1984年（昭和59年） | 大字下大利の一部 |

### 町名の由来
大利が大郡の略語で韓人の館があったことによる（続風土記拾遺）。中世には上大利とあわせて大利村と称されたが、中世末期に上・下に分かれたようである。

## 施設
- 南福岡自動車学校

## 交通

### 道路
- 福岡県道31号福岡筑紫野線

### 鉄道
- JR鹿児島本線水城駅
- 西鉄天神大牟田線下大利駅

### バス
- 西鉄バス
- 大野城市コミュニティバス「まどか号」